# Ranger Planitia
La Ranger Planitia è una struttura geologica della superficie di Plutone.